# Kanekoa lalashana
Kanekoa lalashana là một loài bọ cánh cứng trong họ Cerambycidae.